# Equetla
Equetla (en griego antiguo: Ἐχέτλα, en latín: Echetla) fue una ciudad fortaleza de Sicilia en la frontera del territorio de Siracusa. En el 309 a. C., ausente Agatocles (que estaba en África) fue ocupada por un cuerpo de soldados al servicio de los siracusanos, desde donde saquearon Leontinos y Camarina, pero fueron derrotados por Jenódico de Agrigento, que les garantizó la libertad. En 263 a. C., el cónsul romano Apio Claudio Cáudex sitió Equetla, pero se vio obligado a retirarse a Mesana tras sufrir numerosas pérdidas. En la primera guerra púnica fue asediada por los romanos. Su suerte posterior no se conoce.
Es probablemente la actual Occhiolà, ciudad que no fue despoblada hasta el 1693 cuando un terremoto hizo marchar a los habitantes y fundaron Grammichele.